# Birger Nilsen
Birger Erling Nilsen (ur. 10 października 1896 w Oslo, zm. 19 października 1968 tamże) – norweski zapaśnik walczący w stylu wolnym. Olimpijczyk z Amsterdamu 1928, gdzie zajął czwarte miejsce w wadze lekkiej do 66 kg.
Brązowy medalista mistrzostw świata w 1922. Mistrz nordycki z 1923 roku.

## Letnie Igrzyska Olimpijskie 1928
| Konkurencja            | Walki          | Walki               | Walki               | Walki               | Walki                  | Walki              | Klas. końcowa |
| Konkurencja            | Pierwsza runda | Ćwierćfinał         | Półfinał            | Runda finałowa      | Runda finałowa         | Runda finałowa     | Miejsce       |
| ---------------------- | -------------- | ------------------- | ------------------- | ------------------- | ---------------------- | ------------------ | ------------- |
| styl wolny, waga lekka | wolny los      | Joseph Smet (BEL) W | Hans Mollet (SUI) W | Osvald Käpp (EST) P | Charles Pacôme (FRA) P | Eino Leino (FIN) P | IV miejsce    |